# Cacauet

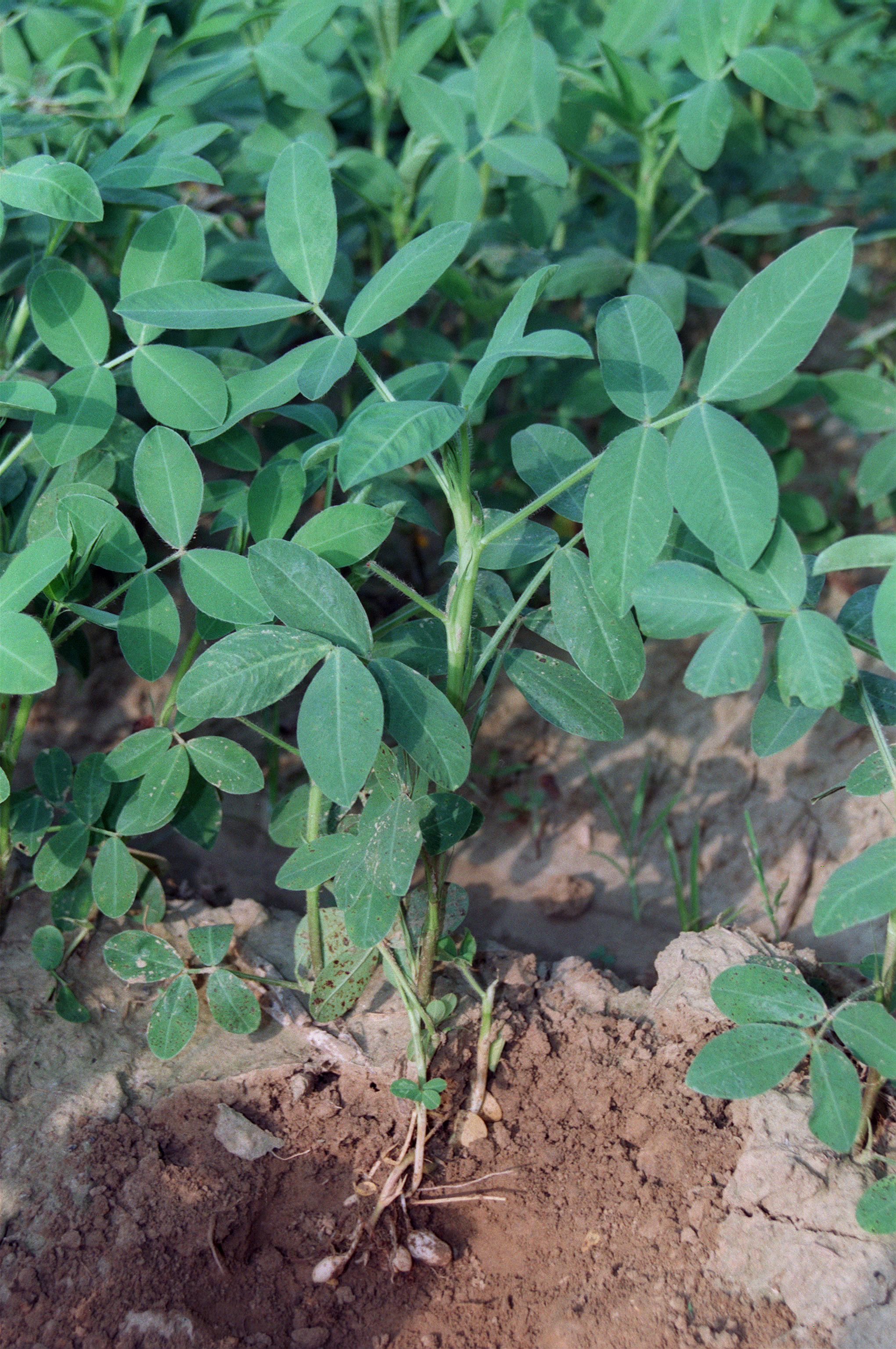
Planta de cacauet mostrant llegums enterrats

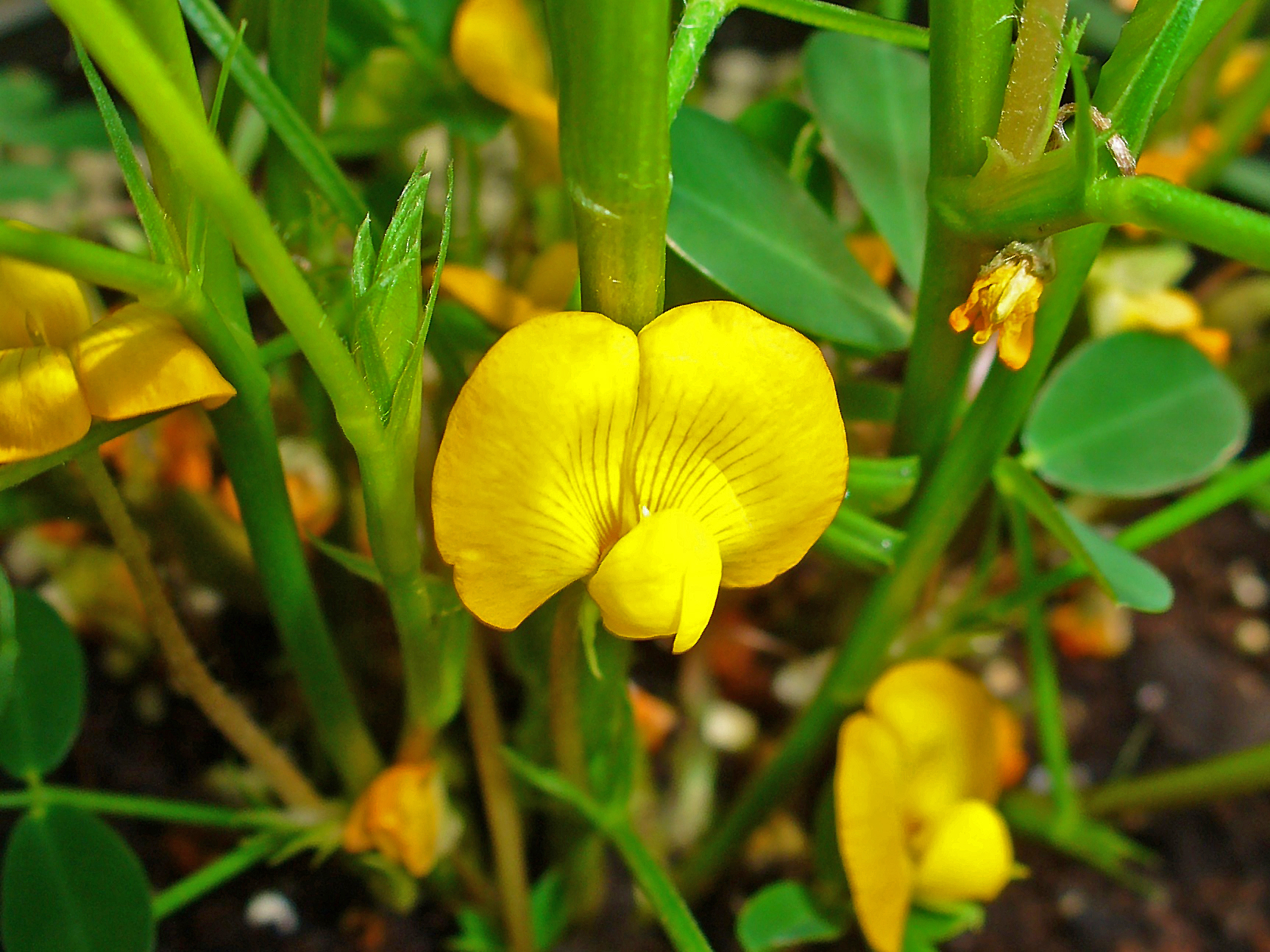
Flor de cacauet

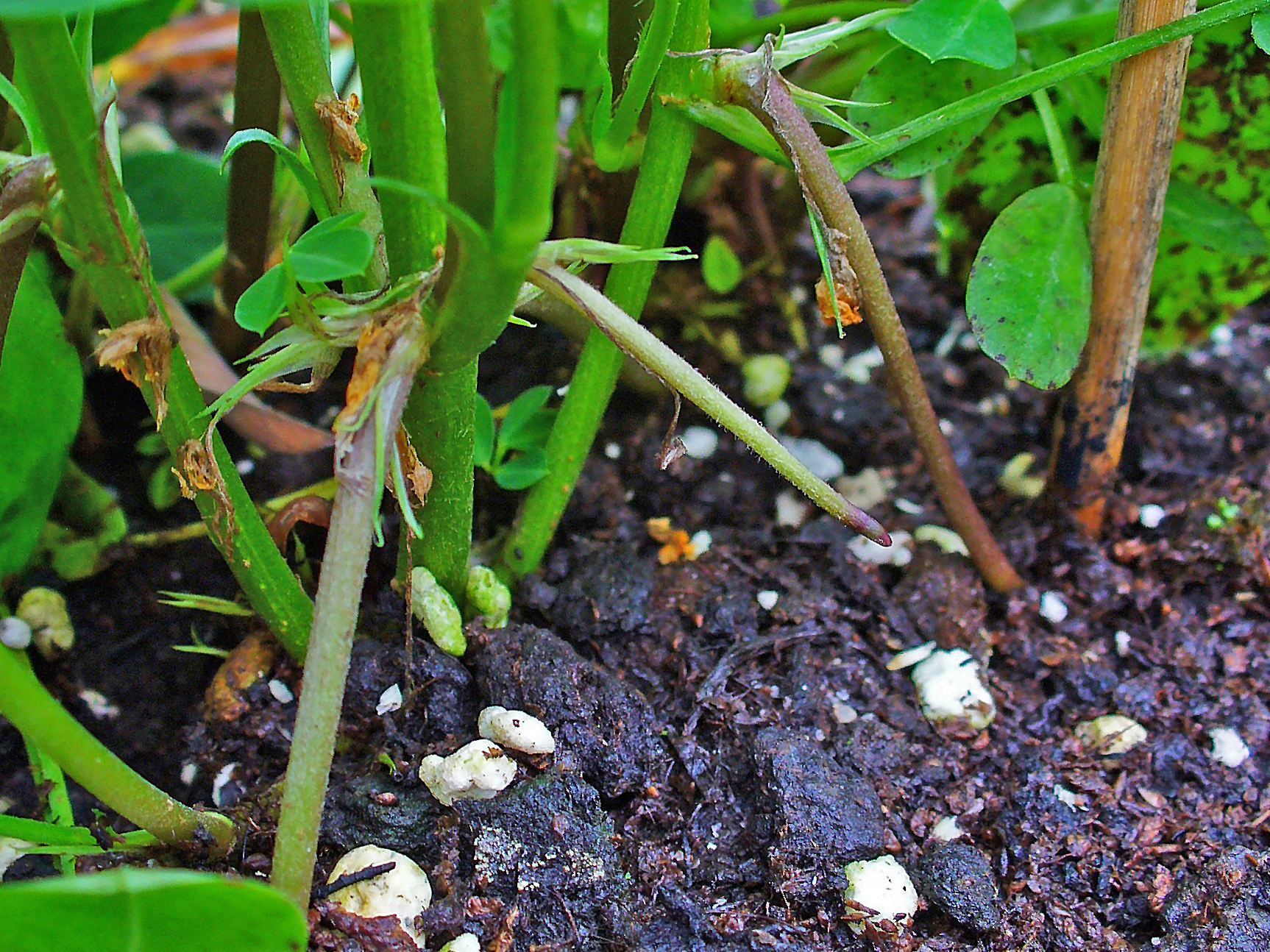
La imatge mostra les tiges de dos fruits creixent cap a terra per enterrar-se

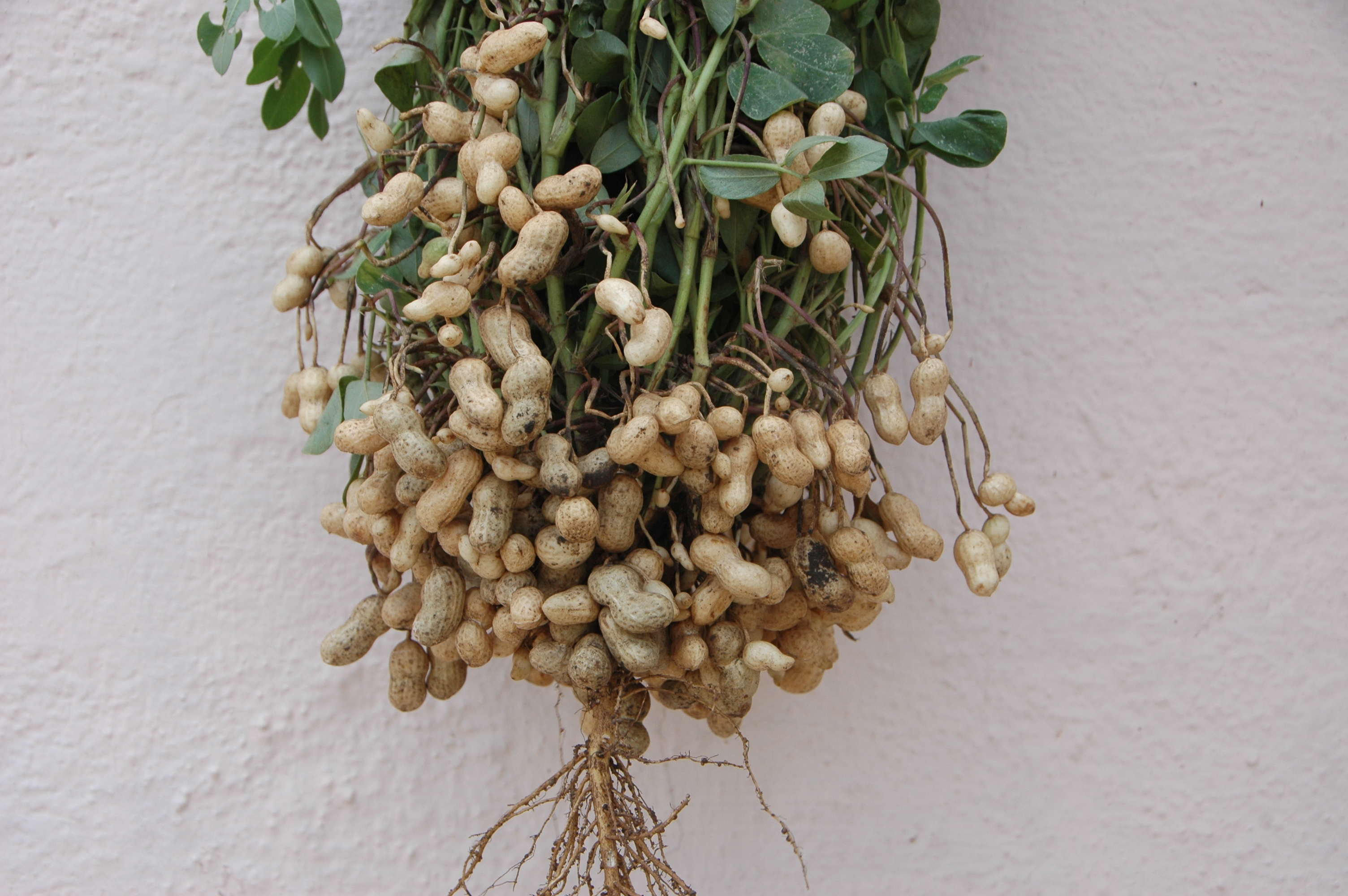
Planta amb fruits

El cacauet és una espècie de plantes amb flors de la família de les fabàcies que pertany a l'espècie Arachis hypogaea. Des del punt de vista de la botànica és una lleguminosa, però en l'àmbit alimentari és considerat un fruit sec. Es cultiva principalment per les seves llavors comestibles. Addicionalment, pot rebre els noms de cacau, cacauer, cacauera i cacauet cultivat.
El cacauet és un aliment que es menja en la seva forma original, però també s'utilitza per fer mantega, oli i farina. A més, té una àmplia varietat d'usos a escala industrial i és útil també en la producció de biodièsel. Pel que fa al valor nutritiu, són una gran font de fibres i proteïnes vegetals, fitosterols, compostos fenòlics i altres nutrients. Tenen un perfil d'àcids grassos i unes propietats antioxidants que els atribueixen beneficis en la salut cardiovascular dels seus consumidors. També tenen polifenols i fibres prebiòtiques que, a través de la microbiota intestinal, poden tenir un efecte positiu en el cervell.
L'al·lèrgia al cacauet és de les que presenta major prevalença mundialment i, actualment, hi ha estudis en curs que busquen un tractament per a aquesta.
És freqüent la infecció del cacauet per part de fongs del gènere Aspergillus, que produeixen unes aflatoxines les quals poden romandre dins l'aliment fins i tot un cop el fong ja no hi és present. Aquestes micotoxines poden causar gran varietat de malalties i, per tant, suposen un greu problema de salut pública i de pèrdua econòmica en els sectors de producció i distribució de cacauet i productes derivats.

## Descripció

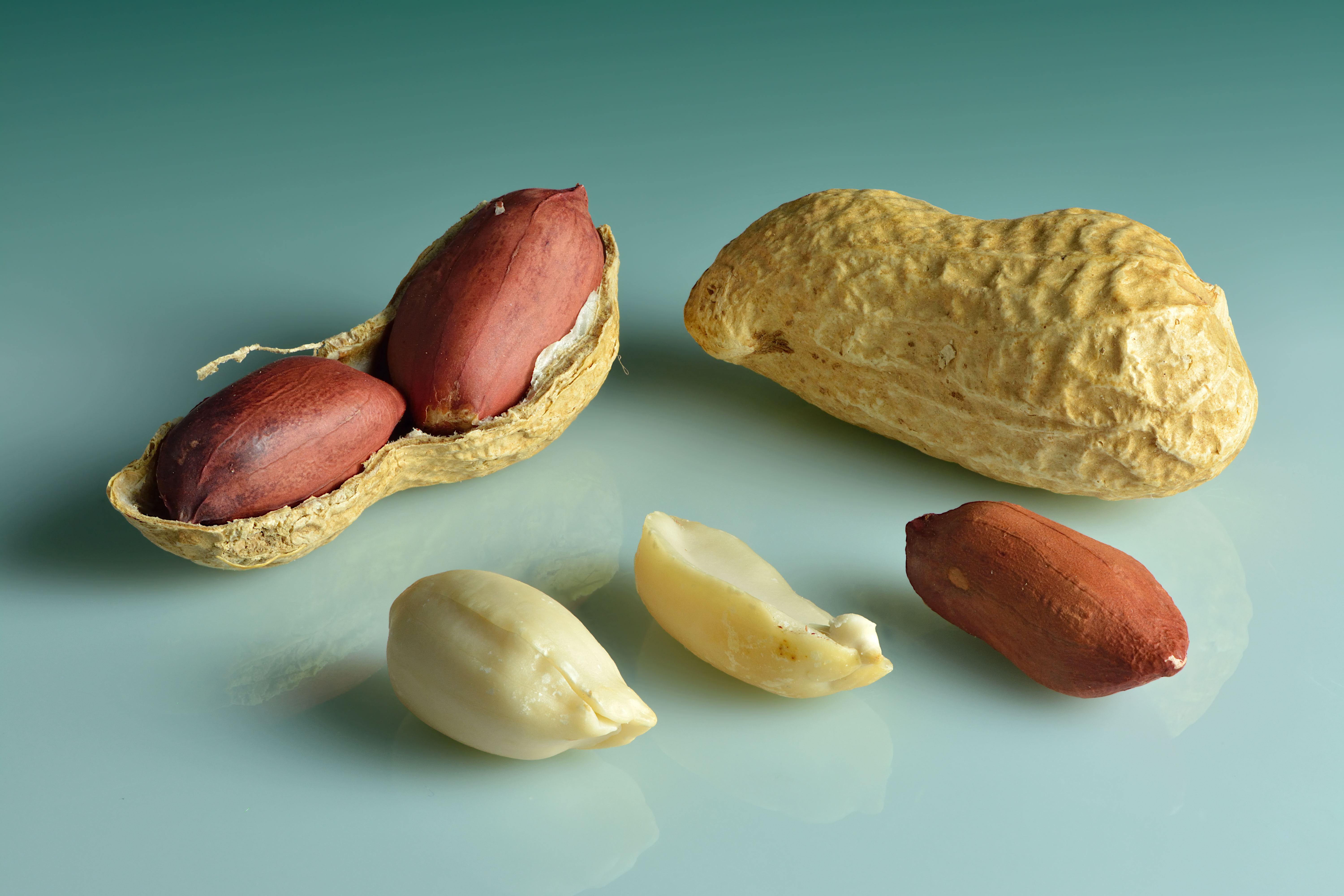
Cacauet

És una planta herbàcia anual de 30 a 70 cm d'alçada, fulles compostes alternes i flors de 2 a 4 cm de color groc amb venes vermelloses. Les seves tiges contenen pèls de la base dels quals sobresurten unes branques que desenvolupen arrels quan arriben a terra.
Els fruits, que són llegums, poden arribar a fer uns 4 cm. Estan envoltats per una clofolla de color marró clar groguenc reticulada que els protegeix. Tenen la característica que ells mateixos s'enterren i maduren millor (d'aquí ve el nom de l'espècie hypogea: dins de terra). Els llegums contenen normalment de 2 a 3 llavors i quan maduren s'obren.
Hi ha una gran varietat de cacauets a tot el món que es diferencien en el número de les llavors. Aquestes varietats de cacauet, les podem dividir en dos grups: les de clima càlid (espanyola, virgínia, valència, peruviana), i les de clima fred (espanyola primerenca).
| Varietat             | Nombre de cacauets per beina |
| -------------------- | ---------------------------- |
| Espanyola            | 2-3                          |
| Virgínia             | 2                            |
| València             | 2-4                          |
| Peruviana            | 3                            |
| Espanyola primerenca | poc productiva               |

## Origen

### Història
Les restes arqueològiques més antigues conegudes de cacauet s'han datat en uns 7.600 anys al Perú. Els inques van ser els primers a conrear cacauets salvatges i a utilitzar-los d'ofrena en les seves cerimònies religioses. L'anomenaven ynchic (nom en quítxua). Posteriorment, es va expandir el cultiu del cacauet des de la costa andina del Perú fins a la resta del continent sud-americà. Els colonitzadors espanyols van conèixer el consum d'aquesta llavor en un mercat de la capital mexicana de Tenochtitlán, i el van portar cap a Europa i Àfrica.
La història moderna de la popularització del cacauet va començar amb la guerra civil de la dècada de 1860 a Amèrica. El científic George Washington Carver, és conegut com el "pare de la indústria del cacauet", ja que va desenvolupar més de tres-cents productes derivats d'aquest.

### Origen genètic
El gènere Arachis és endèmic d'Amèrica del Sud i es compon principalment d'espècies diploides (2n = 2x = 20). A. hypogaea és un alotetraploide (genoma tipus AABB; 2n = 4x = 40), derivat d'una poliploidització i hibridació entre dues espècies diploides.
Les proves citogenètiques, filogeogràfiques i moleculars indiquen A. duranensis i A. ipaensis com a donants dels subgenomes A i B, respectivament. Aquesta hibridació va ser fruit de la recol·lecció i migració humana, així com de la pol·linització natural d'insectes.
A més, la mida del genoma d'A. hypogaea és propera a la suma de les d'A. duranensis i A. ipaensis (1,25 i 1,56 Gb, respectivament), cosa que indica que no hi ha hagut un gran canvi en la mida del genoma des de la poliploïdia.

## Distribució
El cacauet és originari de la zona tropical de l'Amèrica del Sud, però avui dia el seu conreu s'ha estès arreu del món en llocs relativament càlids. Va arribar a finals del segle XVI a l'Àfrica, concretament a Guinea a causa de l'alimentació dels esclaus portuguesos que van traficar amb ell. També va arribar a l'Àsia gràcies als navegants, i més actualment gràcies als espanyols que també el van portar a Indonèsia.
Fa uns quants anys es conreava a l'Horta de València, i n'hi ha un grup mundial de varietats conegut com a València.

## Producció, consumició i exportació
La producció total de cacauet ha anat augmentant durant els últims anys fins a un 20%. Xina és el principal productor de cacauet, de fet, en la temporada 2017-2018 va produir un 41% de la producció mundial, seguit de l'Índia que és el segon país amb major producció, amb un 16% l'any 2016. El tercer país és Nigèria que va produir l'any 2016 un 7% de la producció mundial, el mateix percentatge que els Estats Units d'Amèrica. L'única diferència amb Nigèria és que els Estats Units han consumit menys que Nigèria i per això el trobem en quarta posició.
| Païs         | Tones      |
| ------------ | ---------- |
| Xina         | 15.067.155 |
| Índia        | 6.100.000  |
| Nigèria      | 2.783.000  |
| Estats Units | 1.491.000  |

La seva exportació ha anat augmentant i també ho han fet la seva consumició i producció.
| Pais         | Exportació 2019 | Exportació 2020 |
| ------------ | --------------- | --------------- |
| Argentina    | 426.953         | 855.391         |
| India        | 618.957         | 750.371         |
| Estats Units | 475.763         | 577.747         |
| Sudán        | 123.365         | 306.287         |

## Informació nutricional
El cacauet és un aliment dens en nutrients i que porta formant part de la dieta dels humans des d'abans de l'ús de l'agricultura. Aquests, i en general tots els fruits secs, han de formar part de la dieta perquè sigui equilibrada i per mantenir una bona salut cardiovascular.
| Component                        | Nombre |
| -------------------------------- | ------ |
| Energia (kJ)                     | 2220   |
| Greix (g)                        | 49.2   |
| Àcids grassos saturats (g)       | 6.8    |
| Àcids grassos monosaturats (g)   | 24.4   |
| Àcids grassos poliinsaturats (g) | 15.6   |
| Àcid linoleic (g)                | 15.6   |
| Proteïna (g)                     | 25.8   |
| Fibra (g)                        | 8.5    |
| Folate (μg)                      | 145    |
| Esterols vegetals (mg)           | 220    |

| Component        | Nombre |
| ---------------- | ------ |
| Proteïna (%)     | 17     |
| Carbohidrats (%) | 5      |
| Greix (%)        | 79     |
| Calories (Kcal)  | 600    |
| Calci (mg)       | 37     |
| Potassi (mg)     | 810    |
| Fòsfor (mg)      | 410    |
| Magnesi (mg)     | 180    |
| Vitamina A (μg)  | 25     |

## Propietats
Els cacauets són grans fonts de fibres prebiòtiques i polifenols. Aquests, com que no son digeribles, poden ser utilitzats com a substrat per als bacteris que componen la microbiota intestinal. Una millora en la microbiota no només comporta una major protecció envers la colonització d'altres microorganismes patògens, sinó que també es pot relacionar amb efectes beneficiosos per a algunes funcions cerebrals.Els metabòlits generats per la microbiota, com ara els àcids grassos de cadena curta, poden actuar com a neurotransmissors del sistema nerviós central i tenir efectes enfront malalties com la depressió o malalties neurodegeneratives.
El consum de cacauets també pot reduir el risc de patir malalties cardiovasculars. Hi ha evidències on es relaciona la incorporació d'aquest aliment a la dieta i la disminució dels nivells de certs marcadors inflamatoris, com és el cas de la proteïna C reactiva, la interleucina-6 i el fibrinogen. Això és beneficiós perquè la inflamació és un procés necessari en diverses fases de la malaltia ateroescleròtica.
A més, els cacauets són rics en macronutrients com proteïnes vegetals i fibres, i micronutrients com el potassi, el calci, el magnesi i la vitamina E. També presenten fitosterols els quals redueixen l'absorció de colesterols a l'intestí; compostos fenòlics que són antioxidants que disminueixen l'estat inflamatori; resveratrol i arginina que actuen com a vasodilatadors i productors d'hormones del creixement. Aquests compostos bioactius i el perfil dels àcids grassos que trobem als cacauets, contribueixen a la disminució dels nivells de colesterol LDL de la sang, i d'aquesta manera també es redueix el risc a patir complicacions cardiovasculars.
Les seves propietats antioxidants també es poden relacionar amb la disminució del risc a patir alguns tipus de càncer, ja que la seva aparició pot estar relacionada amb l'excés de productes oxidants produïts en l'estil de vida occidental i que poden danyar els àcids nucleics i altres components cel·lulars.
Altrament, alguns estudis han relacionat els greixos insaturats amb la millora dels nivells de sucre en sang en persones amb diabetis tipus 2. El consum de greixos poliinsaturats pot millorar la secreció d'insulina, la qual cosa ajuda a mantenir baixos els nivells de sucre en sang.

## Conreu
Conreat ja des de temps precolombins. Necessita terrenys flonjos més aviat sorrencs, temperatures altes durant cinc mesos i una pluja equivalent a 500 litres o superior (o regadiu). Els principals països productors són els Estats Units d'Amèrica, Argentina, Senegal i el Brasil. Els cacauets cal collir-los en l'estat òptim de maduresa i tenen com a problema de conservació la infestació per Aspergillus flavus que produeix una aflatoxina tòxica. També donen sovint problemes d'al·lèrgia especialment si estan torrats.
La recol·lecció del fruit es fa al final de l'estiu que és quan està en millor estat per ser un producte de qualitat per al conreu.
Una característica dels llegums és que solen presentar a les arrels relacions de simbiosi amb bacteris fixadors de nitrogen, com Rhizobium, que formen nòduls. Gràcies a aquesta relació, els conreus de cacauet requereixen fertilitzants amb menys nitrogen i, a més, fertilitzen el terra on es troben. Aquest fet els fa valuosos a l'hora de fer rotacions de cultius.

## Usos
Consum directe (torrats), extracció d'oli (per a consum humà i industrial), elaboració de mantega de cacauet i altres derivats. També es troben amagats en aliments precuinats, salses, brioixeria i gelats.

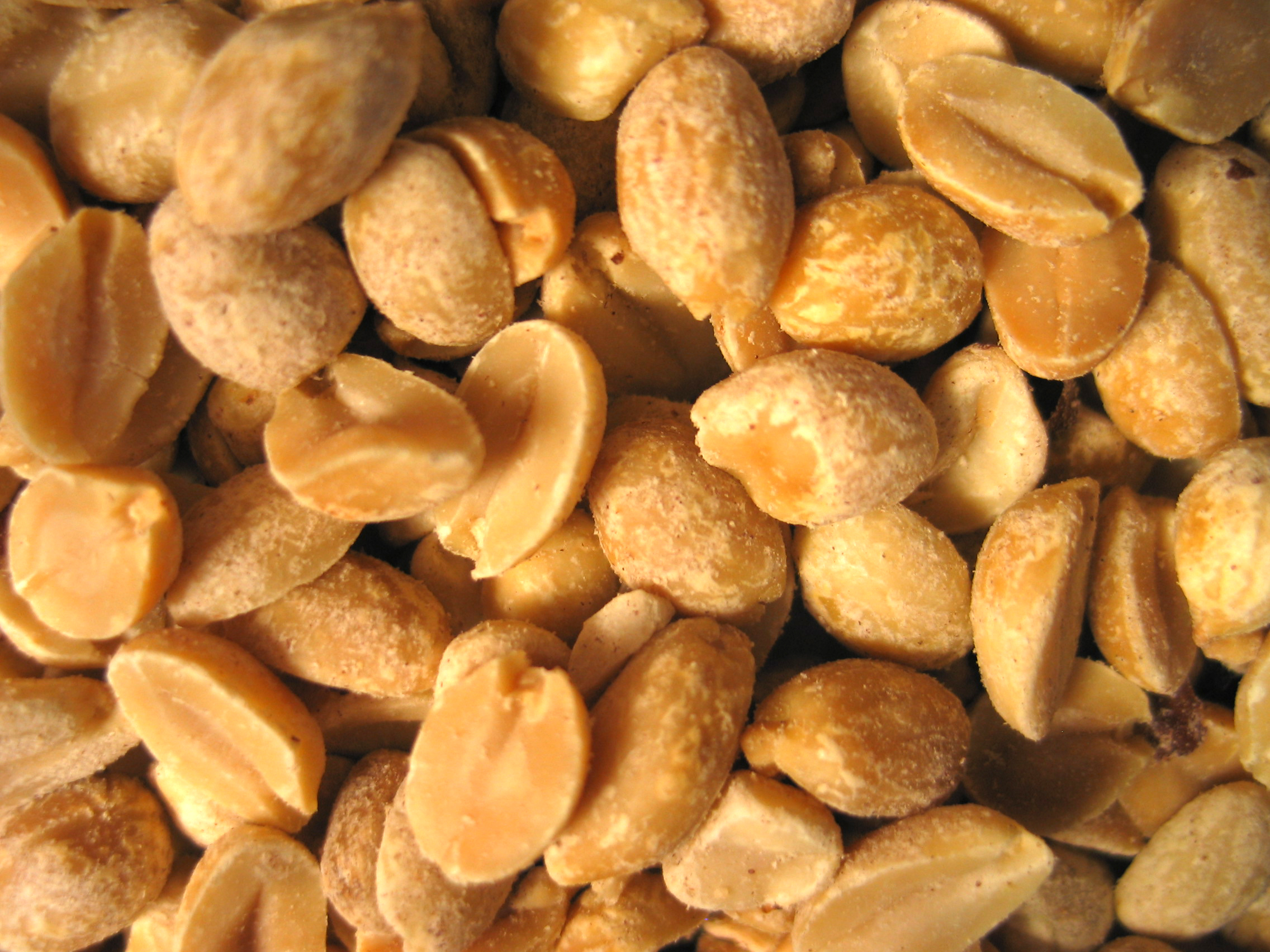
Cacauets torrats

### Aliments

#### Cacauets torrats

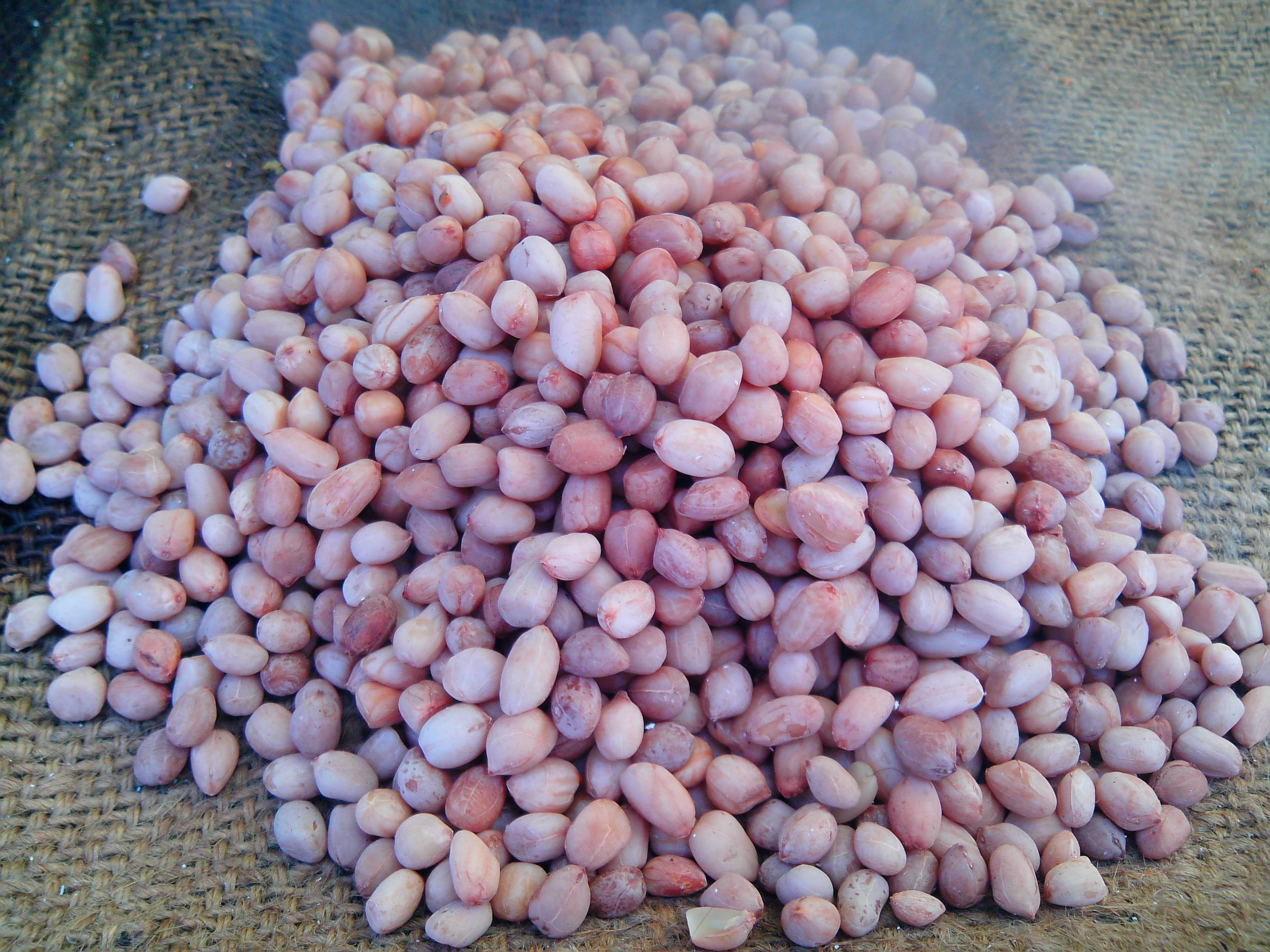
Cacauets bullits

Els cacauets torrats es torren amb la closca. És una forma habitual de preparació i els podem trobar en barreges de fruits secs, recoberts de mel, xili i altres sabors per fer caramels.

#### Cacauets bullits
Els cacauets bullits són un aperitiu popular a l'Índia, la Xina, l'Àfrica occidental i el sud dels Estats Units. Al sud dels Estats Units, els cacauets bullits es preparen sovint en aigua salada i es venen a les parades del carrer. Es pot distingir entre cacauets crus i verds. Un cacauet verd és un terme per descriure els cacauets collits frescos de granja que no s'han deshidratat. Estan disponibles a les botigues de queviures, distribuïdors d'aliments i mercats d'agricultors durant la temporada de creixement. Els cacauets crus també estan sense cuinar, però s'han assecat/deshidratat i s'han de rehidratar abans de bullir (normalment en un bol ple d'aigua durant la nit). Un cop rehidratats, els cacauets crus estan llestos per bullir.

#### Oli de cacauet

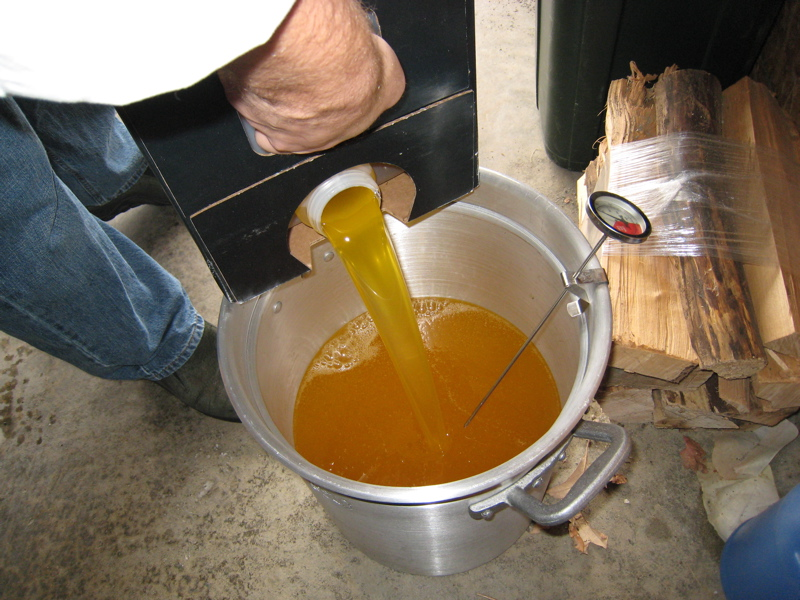
Oli de cacauet

L’oli de cacauet s'obté triturant els cacauets crus. Té un gust agradable i lleuger de nou. Aquest oli va molt bé per fregir perquè no absorbeix el sabor d'altres aliments cuinats a l'oli i té un alt punt de fumeig.

#### Mantega de cacauet

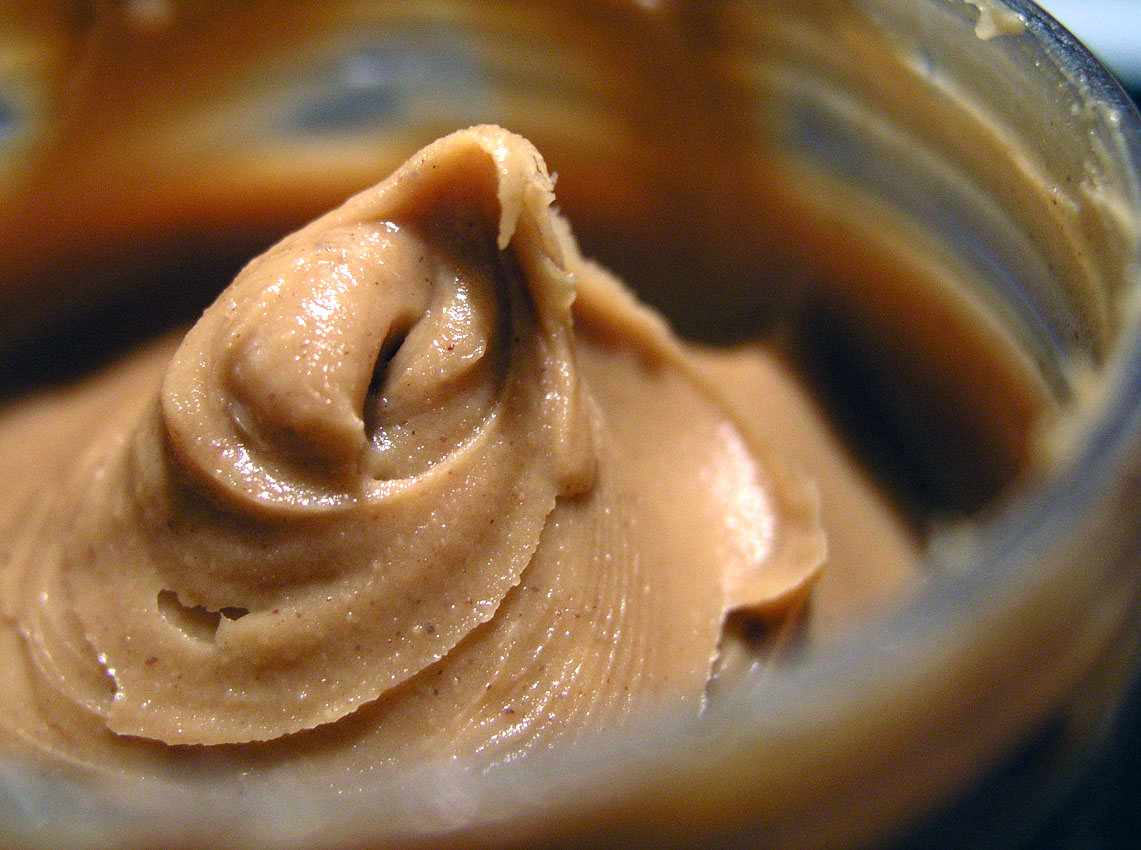
Mantega de cacauet

La Mantega de cacauet és una pasta elaborada a base de cacauet torrat i molt. A més, pot contenir altres additius per modificar-ne el sabor o la textura. És un aliment molt versàtil que sol incloure's en una gran quantitat de receptes, generalment dolces. A causa del seu contingut d'humitat molt baix, no necessita refrigeració.

#### Farina de cacauet
La farina de cacauet té un fort sabor torrat i s'obté de cacauets triturats. Es pot desgreixar parcialment o totalment. La farina de cacauet és una molt bona font de proteïnes (40-50%), no té gluten i és vegana.

### Malnutrició
Els cacauets són un bon recurs per ajudar i lluitar la malnutrició. En casos d'emergència i desnutrició, quan cal una ràpida recuperació, s'utilitza la llet de cacauet encara que no sigui una llet molt coneguda.
De productes com "Plimpy-nut" s'ha elaborat un RUTF (aliment terapèutic llest pel seu ús), àmpliament usat a les nacions africanes per tal de superar la desnutrició. Consta d'una barreja a base de lípids que conté els cacauets molts i torrats, amb oli vegetal, llet en pols, vitamines, minerals i sucre. Els cacauets permeten un bon lliurement de lípids equilibrats, aminoàcids essencials, minerals i vitamines. A països com Malawi, Sudan i Haití s'han aconseguit taxes de recuperació superiors i una durada més curta per aconseguir els objectius.

### Farratge
El cacauet es pot conrear tant per farratge com per a cultiu de llavors que resulta molt més valuós. Després d'una collita de cacauet, es generen una sèrie de residus (fulles, tiges i beines) que es poden utilitzar tant com aliment com a [complement]. Avui dia en països de l'Àfrica i Àsia, s'estan desenvolupant varietats de cacauet de doble propòsit per tal de subministrar importants quantitats tant de gra com de farratge sec de bona qualitat.

### Ús Industrial
Els cacauets tenen una gran varietat d’usos industrials. Pintura, vernís, oli lubricant, apòsits de cuir, poliment per a mobles, insecticides i nitroglicerina són productes fets d’oli de cacauet. L’oli de cacauet es pot utilitzar per a la fabricació de sabó, que produirà una escuma estable bona per a la pell i amb propietats condicionants. Aquest, a més, és un bon lubricant i s'absorbeix lentament a la pell. Per aquesta raó, es fa servir sovint com a oli de massatge en la cosmètica. Les closques de cacauet es poden emprar en la fabricació de plàstic, panells, paper i mucílag (cola).

### Biodièsel
A l’Exposició Universal de París del 1900, Rudolf Diesel a petició de les autoritats gal·les va presentar un motor que emprava oli de cacauet com a combustible. Els cacauets contenen aproximadament un 50% d’oli en pes i per aquesta raó s'utilitzen en la formació de biocombustible. El biodièsel és una alternativa als combustibles fòssils.

## Al·lèrgia
S'estima que entre un 0,5 i un 2% dels infants a escala mundial pateix d'al·lèrgia als cacauets. De fet, s'han descrit per ara un mínim de 16 proteïnes del cacauet que actuen com a al·lèrgens. La prevalença és major als països occidentals que als orientals a causa de la forma en què es cuinen aquests fruits secs. Als 18 mesos és l'edat més comuna en què es troben els primers símptomes de l'al·lèrgia tot i que també poden aparèixer més tard al llarg de la infantesa o, fins i tot, en l'edat adulta. Comparat amb altres al·lèrgies alimentàries, el percentatge de casos en què es resol l'al·lèrgia és baix, sent del 21,5%. És poc comú quan parlem d'al·lèrgies alimentàries que es donin conseqüències fatals, però en el cas del cacauet és la que dona amb més freqüència reaccions d'anafilaxi. Per ara, no hi ha cura per l'al·lèrgia al cacauet i el principal tractament es basa en evitar el contacte amb l'al·lergen. Això últim pot complicar-se degut a l'àmplia distribució i ús dels cacauets en aliments precuinats. En el cas d'anafilaxi s'administra una injecció d'epinefrina.

### Immunoteràpia
A causa de l'increment en els casos d'al·lèrgia al cacauet, s'estan desenvolupant nous tractaments com és el cas de la immunoteràpia oral. L'any 2020, va ser aprovat per la FDA el primer tractament d'immunoteràpia als Estats Units anomenat "Palforzia". Aquesta teràpia es basa en introduir de mica en mica el cacauet en nens amb sensibilitat a aquest. L'objectiu és augmentar la tolerància fent que les reaccions es donin a quantitats majors de l'al·lergen.
Altres estudis han utilitzat bacteris per complementar la immunoteràpia. Al primer estudi es van formar dos grups, un era el control i s'administrava un placebo amb la immunoteràpia i l'altre rebia un conjunt de Lactobacillus rhamnosus i d'immunoteràpia oral. Es va veure als resultats que el grup tractat amb el bacteri perdia la sensibilitat en un 89,7% dels casos i el grup amb el placebo només en un 7,1% dels casos.
Actualment, s'està estudiant l'ús de la microbiota fecal per al tractament de l'al·lèrgia al cacauet.

### Modificacions a la dieta
S'ha demostrat que fer una dieta amb alt contingut en fibra i vitamina A, millora la tolerància i disminueix el risc de patir al·lèrgia al cacauet en ratolins. Això és degut al fet que la dieta té l'efecte d'incrementar la diversitat de microorganismes de la microbiota intestinal, afavorint als Firmicuts. Com a conseqüència, els nivells de butirat i acetat pugen disminuint la sensibilitat al cacauet per un increment en cèl·lules dendrítiques i en Immunoglobulina A.

## Micotoxines associades

### Aflatoxines
Les aflatoxines són micotoxines produïdes per fongs del gènere Aspergillus. Es poden trobar en aliments com els cacauets, el blat de moro, les llavors de cotó, el girasol, i l'arròs. Aquestes micotoxines poden causar una gran varietat de malalties com ara lesions hepàtiques, malalties cardiovasculars i càncer, i tenir efecte immunosupressor. Normalment, afecten el fetge i causar un càncer hepàtic a conseqüència d'una cirrosi prèvia al càncer. Segons dades de l'any 2019, un 25% dels casos de carcinoma hepatocel·lular a tot el món són causats per aflatoxines. En la mainada, a més poden generar problemes en el desenvolupament i creixement. Independentment del perill sanitari, la contaminació per aflatoxines també pot causar grans pèrdues econòmiques en els sectors que produeixen i distribueixen aquests aliments.
Dins del gènere Aspergillus destaquen Aspergillus flavus i Aspergillus parasiticus que poden colonitzar qualsevol material que sigui d'origen vegetal com poden ser les fulles, els fruits i les llavors. Les infeccions per Aspergillus flavus són més freqüents a Àsia i Àfrica, i les produïdes per Aspergillus parasiticus predominen a Amèrica.
Hi ha diferents tipus d'aflatoxines: B1 i B2 produïdes per A. flavus; G1 i G2 produïdes per A. parasiticus. Les classifiquem segons les seves característiques físiques i químiques. Les lletres G i B fan referència al color que desprenen quan les exposem a llum ultraviolada (verd i blau respectivament). La B1 és la més perillosa de totes i la més abundant a causa de les seves característiques.
El creixement i la producció d'aquest tipus de micotoxines per part d'aquest fong depèn de diversos factors.
|                      | A. flavus | A. flavus | A. flavus | A.parasiticus | A.parasiticus | A.parasiticus |
| Mínim                | Òptim     | Màxim     | Mínim     | Òptim         | Màxim         |               |
| -------------------- | --------- | --------- | --------- | ------------- | ------------- | ------------- |
| Temperatura          | 10-12     | 33        | 43        | 12            | 32            | 42            |
| Activitat de l'aigua | 0,8       | 0,98      | >0.99     | 0,80-0,83     | 0.99          | >0.99         |
| pH                   | 2         | 5-8       | >11       | 2             | 5-8           | >11           |

|                      | A.flavus | A.flavus  | A.flavus | A. parasiticus | A. parasiticus | A. parasiticus |
| -------------------- | -------- | --------- | -------- | -------------- | -------------- | -------------- |
| Mínim                | Òptim    | Màxim     | Mínim    | Òptim          | Màxim          |                |
| Temperatura          | 13       | 16-31     | 31-37    | 12             | 25             | 40             |
| Activitat de l'aigua | 0,82     | 0,95-0,99 | >0,99    | 0,86-0,87      | 0.95           | >0,99          |
| pH                   | -        | -         | -        | 2              | 6              | >8             |

La infecció de les llavors de cacauet per part d'Aspergillus sol tenir lloc a través de les beines que es desenvolupen sota el sòl. Hi ha alguns factors ambientals que poden afavorir aquesta infecció. En situacions d'estrès per calor i condicions de sequera, les llavors al presentar un menor rendiment, poden perdre un dels seus mecanismes de defensa contra la colonització dels fongs, com és el cas de la producció de fitoalexines. Els nivells baixos d'humitat en les beines també poden generar esquerdes a través de les quals poden penetrar els fongs i arribar a les llavors amb major facilitat. Altres factors que també influeixen en la contaminació de les llavors són el genotip, la textura del sòl i la infestació d'insectes.
Un cop s'ha donat la infecció, la producció d'aflatoxines pot tenir lloc en diferents etapes prèvies i posteriors a la collita. A més aquesta micotoxina es caracteritza també perquè pot romandre dins l'aliment encara que el fong ja no estigui.
| Pais                   | ng/Kg/dia    |
| ---------------------- | ------------ |
| Estats Units d'Amèrica | 6,5 - 53     |
| Xina (Guangxi)         | 11,7 - 2027  |
| Kenya                  | 3,5 - 14,8   |
| Moçambic               | 38,6 - 183,7 |
| Suazilàndia            | 11,4 - 158,6 |
| Transkei               | 16,5         |
| Tailàndia              | 6,5 - 53     |
| Ghana                  | 9,9 - 99,2   |

Segons el reglament dictat per l'Autoritat Europea de Seguretat Alimentària (EFSA) els continguts màxims d'aflatoxines permesos en cacauets i altres llavors oleaginoses que seran sotmeses a un procés de selecció o un altre tractament físic previ al consum humà directe, o a la seva utilització com ingredient de productes alimentaris a excepció de l'oli vegetal refinat, és de 8 μg/Kg en el cas d'aflatoxines B1, i 15 μg/Kg en el cas de la suma d'aflatoxines B1, B2, G1 i G2.
I en el cas dels cacauets i altres llavors oleaginoses i els seus productes transformats destinats al consum humà directe o al seu ús com ingredients en productes alimentaris a excepció de l'oli vegetal refinat, els continguts màxims d'aflatoxines permesos són de 2 μg/Kg en el cas d'aflatoxines B1, i 4 μg/Kg en el cas de la suma d'aflatoxines B1, B2, G1 i G2.

### Tricotecens
Els tricotecens (TCTC) són micotoxines produïdes per fongs del gènere Fusarium principalment, però altres gèneres com Acremonium (Cephalosporium), Cylindrocarpon, Dendrodochium, Myrothecium, Trichoderma, Trichothecium i Stachybotrys també les produeixen. Són les micotoxines més diverses químicament que es coneixen i la més estudiada és la vomitoxina. Els TCTC poden estar presents en cacauets causant greus problemes, ja que són altament tòxics i poden causar molts símptomes tant en animals com en humans.

## Galeria

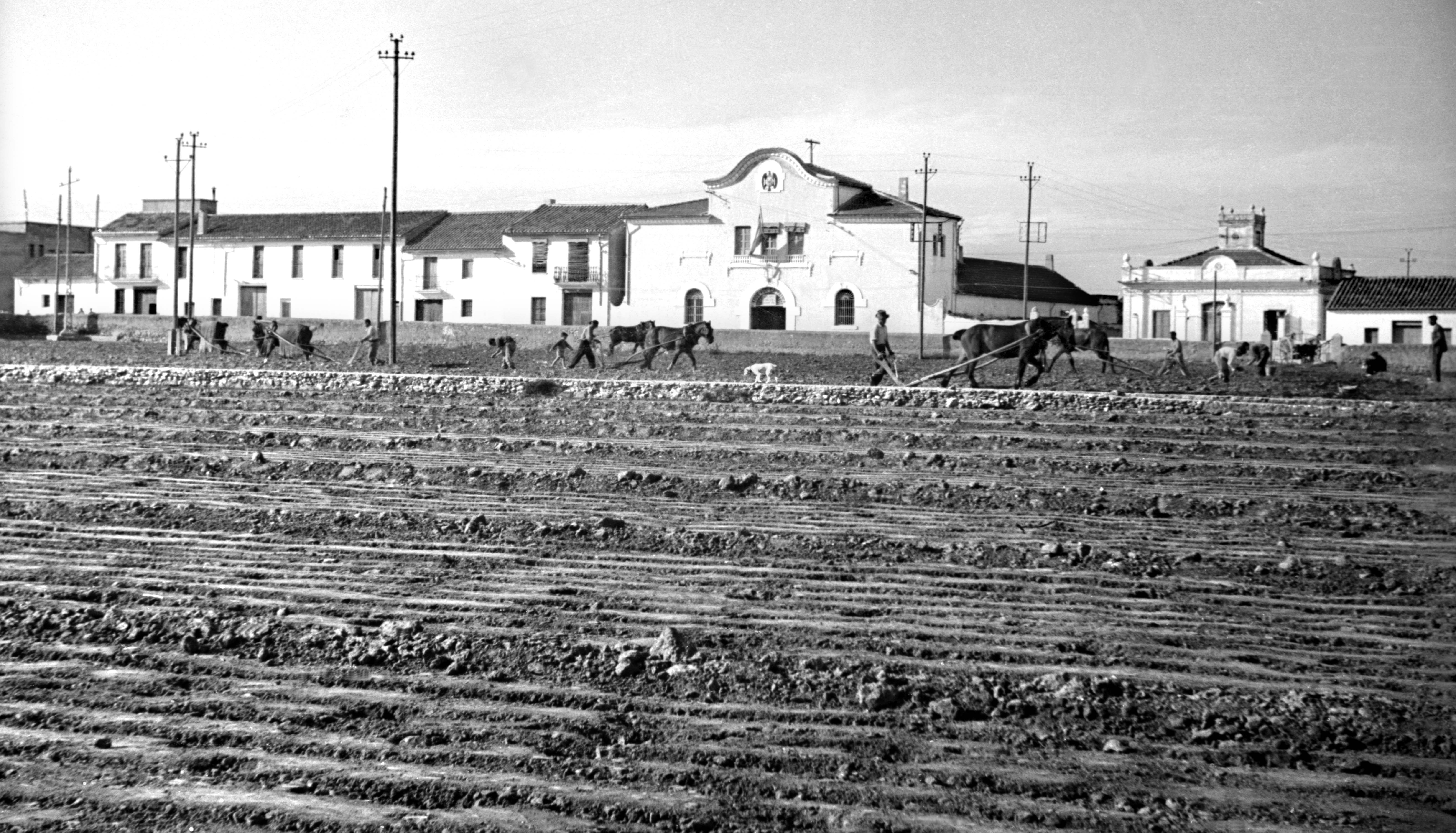
Conreu del cacauet
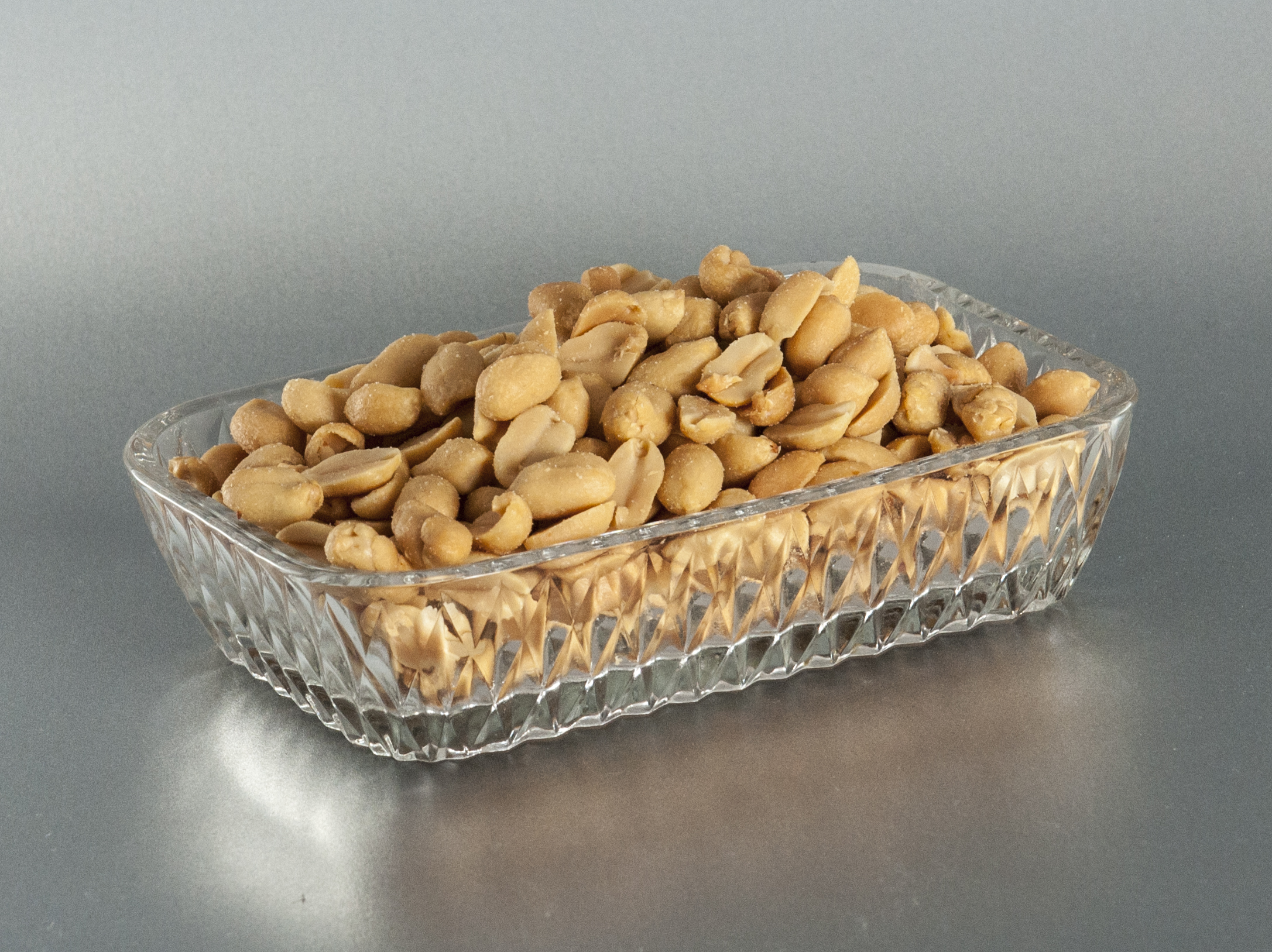
cacauet fregit.
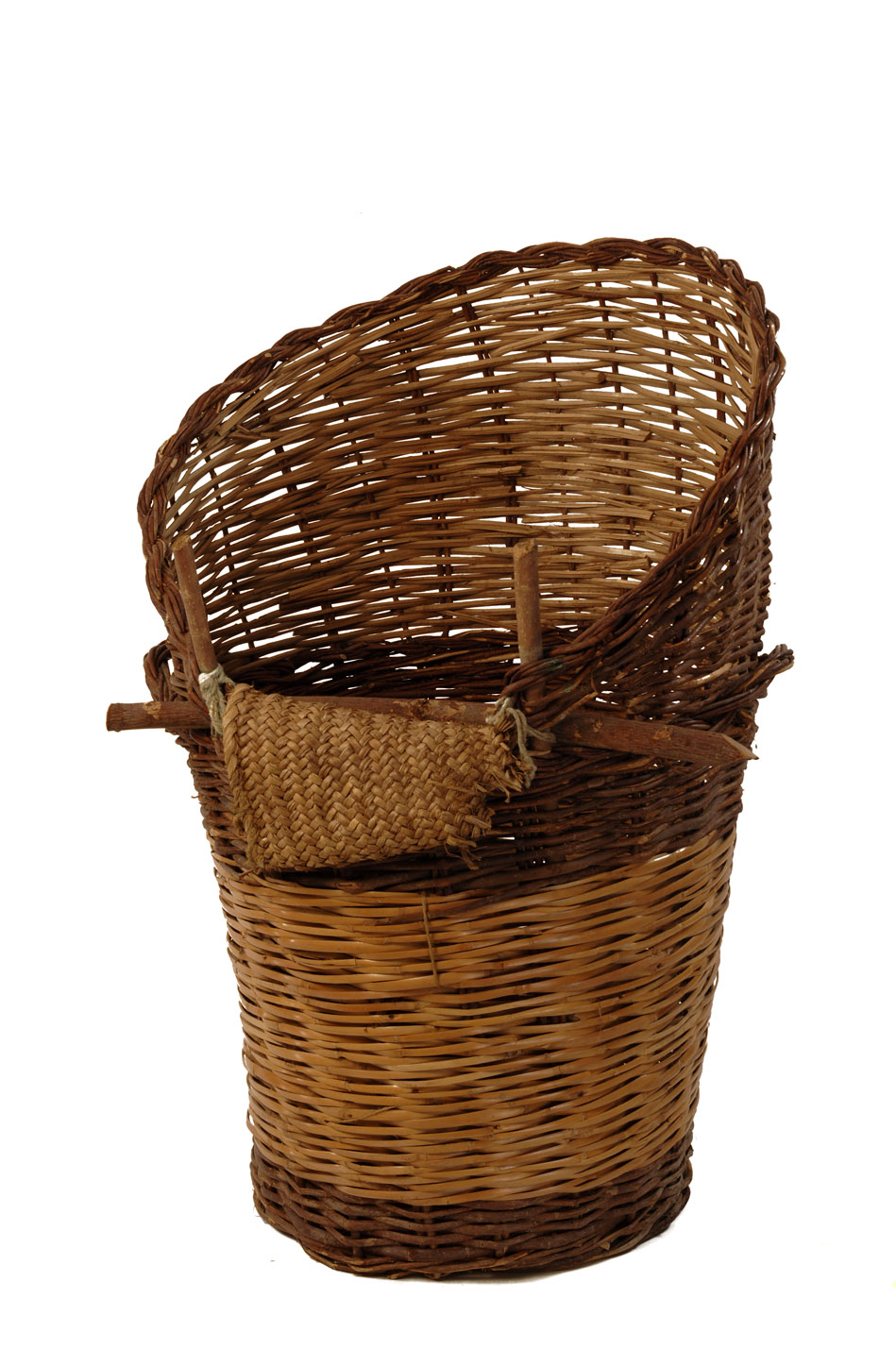
Cacauera, cistella per a recollir cacauet. Museu Valencià d'Etnologia.
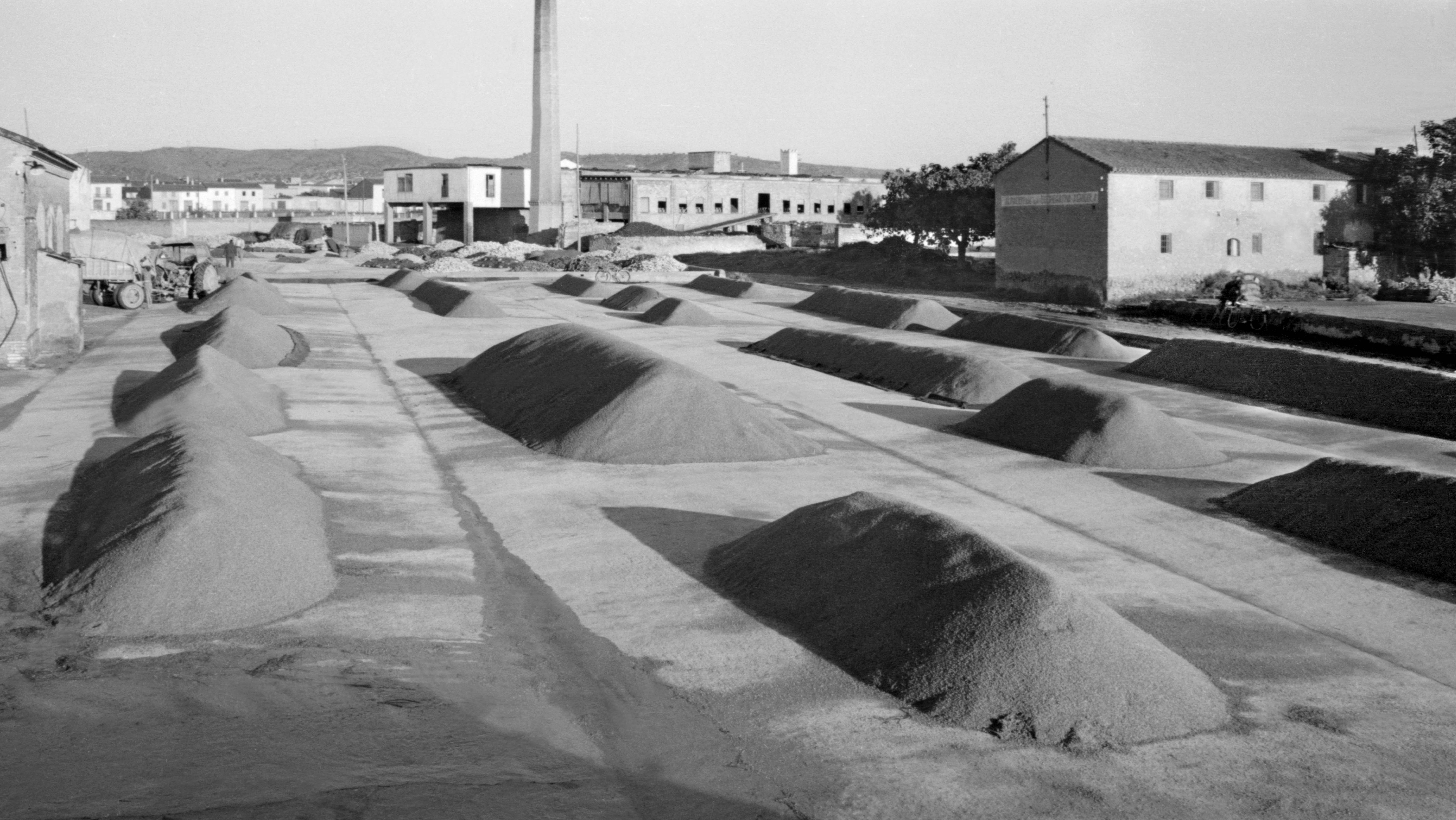
Collita de cacauet a les eres de la Cooperativa Agrícola del camí Trullàs (Alginet, 1959).
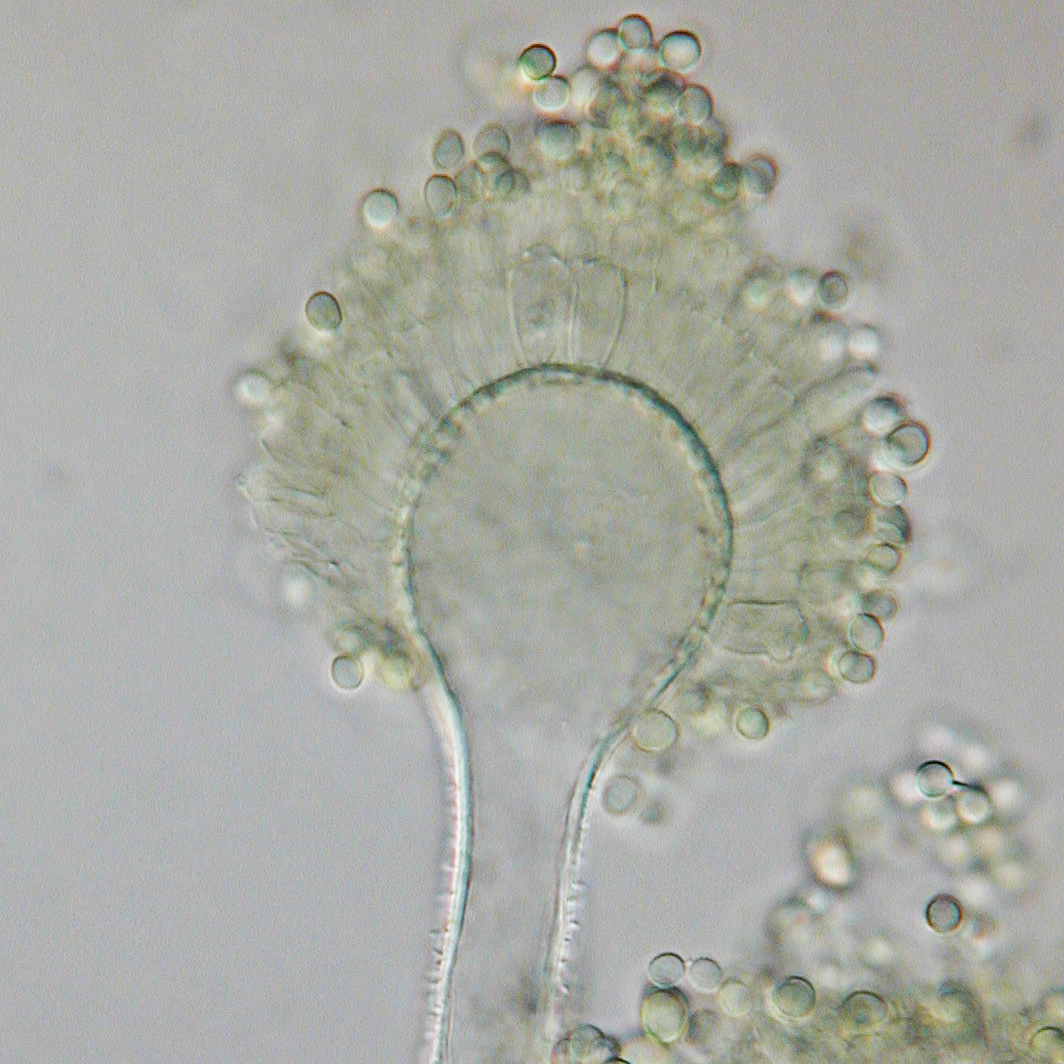
Vista microscòpica d'Aspergillus flavus
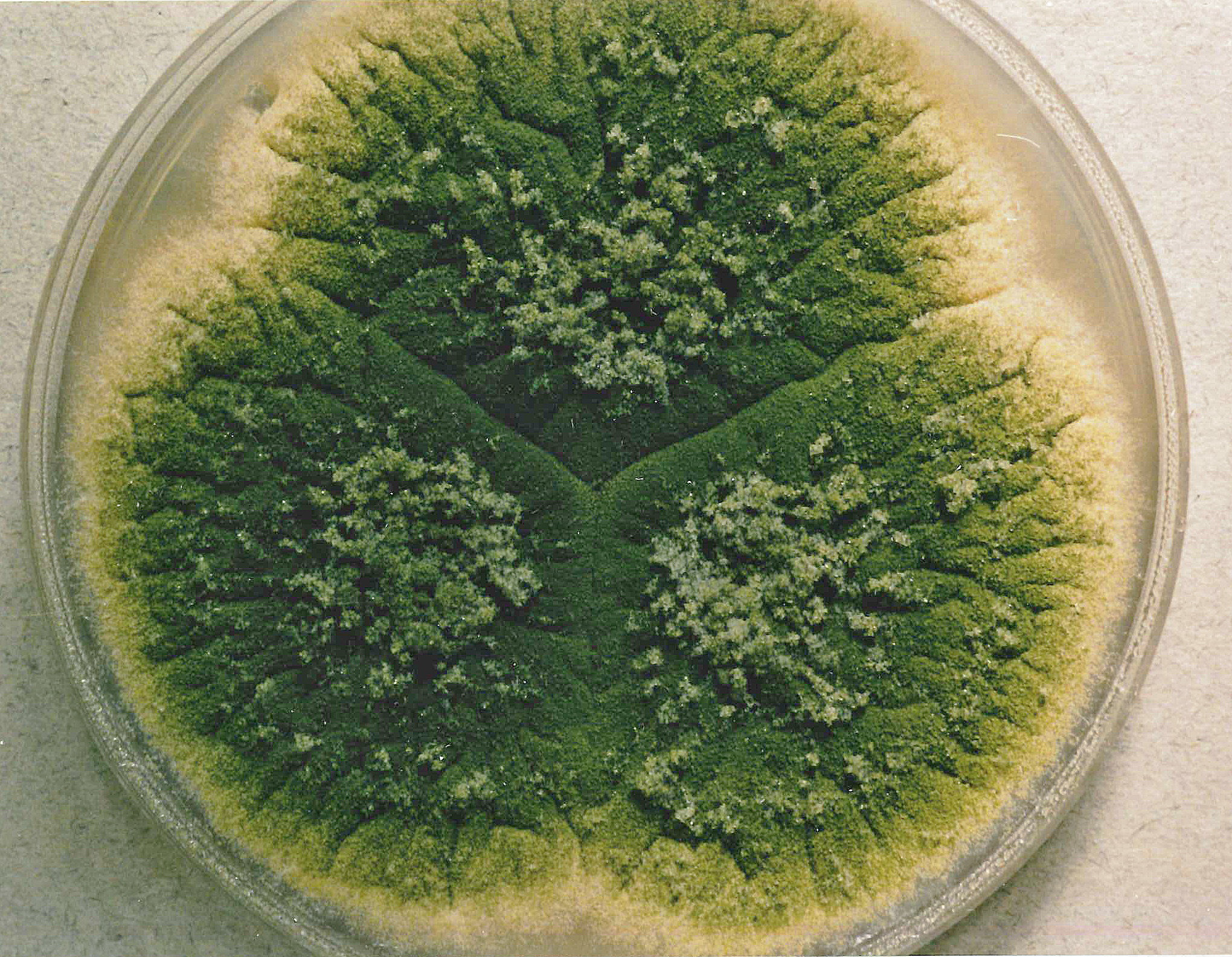
Creixement d'Aspergillus parasiticus